# Тирахская кампания
Тирахская кампания — пограничная война на территории Британской Индии в 1897—1898 годах.

## Предыстория
Афридии, одно из горных пуштунских племён, в течение шестнадцати лет получали субсидии от индийского колониального правительства за охрану Хайберского прохода, с целью чего правительство содержало местный полк, полностью состоящий из афридиев, который был размещён на территории данного прохода. Однако внезапно соплеменники афридиев восстали, захватили все посты в Хайбере, охраняемом их соотечественниками, и напали на форты на горном хребте Самана под Пешаваром. На этом этапе произошла битва при Сарагархи. Предполагалось, что афридии и оракзаи, если объединятся, смогут вторгнуться в эту область силами от 40 000 до 50 000 человек. Приготовления со стороны британцев к экспедиции против них заняли некоторое время, в том числе по той причине, что сначала им необходимо было справиться с восстанием группы племён моманд, живших к северо-западу от прохода.

## Расклад сил
Общее руководство кампанией осуществлял генерал сэр Уильям Локхарт (англ.), командующий военным корпусом Пенджаба; в его распоряжении находилось 34 882 солдата, среди которых были как британцы, так и местные жители, а также 20 000 человек различного вспомогательного персонала. Пограничный пост Кохат был выбран отправной точкой кампании, откуда было решено вести наступление всеми силами по одному маршруту.

## Ход сражения
Наступление началось 18 октября 1897 года, первые сражения последовали уже спустя сутки. Высоты Даргай (англ.), которые находились прямо на линии наступления, были захвачены без труда, но оставлены вследствие отсутствия у солдат достаточного количества воды. 20 октября те же самые вершины были взяты штурмом с потерей 199 убитых и раненых. В результате наступления, продолжавшегося трудным маршрутом через горы, 29 октября был преодолён проход Сампагха, ведущий к долине Мастура, а 31 октября — проход Арханга от Мастуры до долины Тирах.

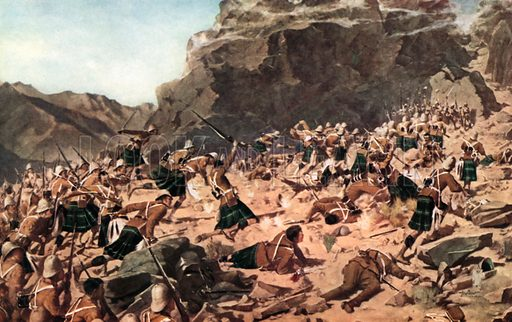
Алан Стюарт. Атака полка шотландских горцев Гордона на Даргайские высоты (англ.).

Войска, состоявшие из нескольких бригад, после этого продолжили пересечение района Тирах во всех направлениях и начали разрушать окружённые стенами и укреплённые деревни афридиев. Два подразделения, осуществлявшие разрушение деревень, насчитывали приблизительно 20 000 солдат. Группе из приблизительно 3200 солдат под командованием бригадного генерала (впоследствии генерал-майора) Ричарда Уэстмакотта было сначала приказано атаковать Саран Сар, который был легко занят, но во время отступления из него войска попали во вражескую ловушку, что привело к гибели шестидесяти четырёх солдат. 11 ноября Саран Сар был снова атакован бригадой бригадного генерала (впоследствии сэра) Альфреда Гэзели. По причине большего опыта он отдавал правильные команды во время сражения, и британцы потеряли только трёх человек.
Пересечение долины продолжалось, и 13 ноября бригада бригадного генерала Кемпстера вышла к долине Варан через проход Тсери Кандао. Во время этого этапа наступления было мало трудностей, было разрушено несколько деревень. Однако 16 октября, когда войска двигались в обратном направлении, арьергард армии весь день вёл жаркий бой и был заменён свежими войсками следующим утром. Британцы потеряли семьдесят два человека. Почти ежедневно афридии, бывшие слишком мудрыми, чтобы рискнуть дать генеральное сражение, совершали многочисленные партизанские вылазки, и различные британские войсковые соединения, занятые поиском пищи или разведкой, постоянно подверглись их нападениям. 21 ноября бригада под командованием бригадного генерала Уэстмакотта отделилась от основных сил, чтобы двигаться к долине Раджгул. Маршрут был чрезвычайно трудным, а солдаты столкнулись с упорным сопротивлением. Цель наступления была, однако, достигнута, но потери во время только одного отступления составили двадцать три человека. Последним важным действием, предпринятым в ходе этого этапа кампании, была карательная экспедиция против племён хамкани, мамузаи и массозаи. Её возглавил бригадный генерал Гэзели, присоединившийся к мобильной колонне Куррама, наступавшей на земли этих племён. Мамузаи и массозаи быстро капитулировали перед британцами, но хамкани оказывали сопротивление до 2 декабря, в результате чего британцы потеряли приблизительно тридцать человек.

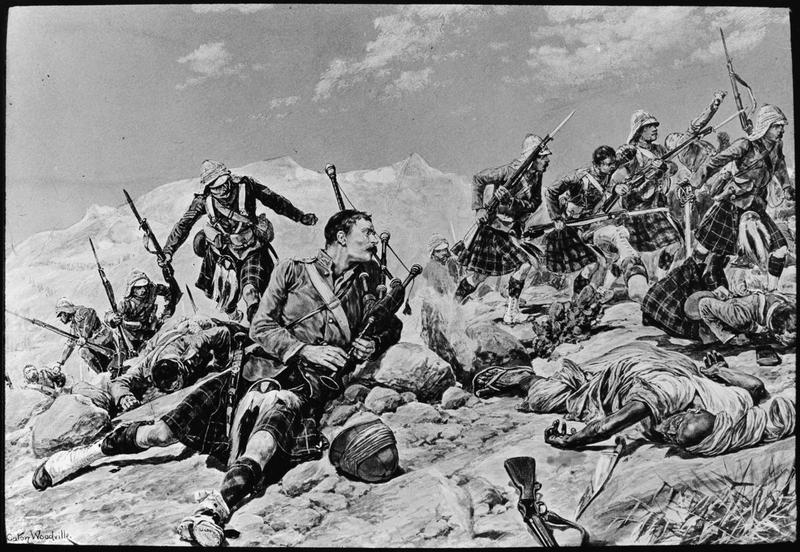
Сержант Джордж Финдлейтер (англ.) играет на волынке во время штурма Даргайских высот (англ.).

Колонна Куррама возвратилась в свой лагерь, и сэр Локхарт начал готовиться к эвакуации Тираха, направив две подчинённых ему дивизии различными маршрутами: 1-ю, под командованием генерал-майора Пенна Симонса, — возвращаться через долину Мастура, разрушая укрепления на пути, и встретиться со 2-й у Бары, проделав лёгкий маршрут по Пешавару; 2-ю, под командованием генерал-майора Уитмена Биггса и сопровождаемую самим Локхартом, — пройти долину Бара. Базовое расположение войск должно было таким образом переместиться из Кохата в Пешавар. Отступление началось 9 декабря. Погода стояла холодная: перед покиданием солдатами Тираха была зафиксирована температура в −21 °C. Продвижение 1-й дивизии, несмотря на трудности, проходило практически без сопротивления со стороны местных жителей, но на протяжении 40 миль, которые были пройдены 2-й дивизией, ей приходилось отражать атаки почти постоянно.
Фактический марш вниз по долине Бары (34 мили) начался с трудностями, и следующие четыре дня были самыми трудными во всей кампании в плане сражений и перехода. Дорогу дважды пересекал ледяной поток, при этом постоянно шёл дождь, снег и дождь со снегом. К 10 декабря число погибших составило приблизительно двадцать. 11 декабря приблизительно пятьдесят или шестьдесят солдат было убито, также множество человек из подразделений обслуживания было убито или умерло от тяжёлых условий перехода, было потеряно большое количество амуниции. 12 декабря колонна остановилась на отдых. 13 декабря её продвижение было возобновлено, поскольку улучшилась погода, хотя мороз был всё ещё силён. Арьергард часто подвергался атакам, и число погибших составило приблизительно шестьдесят человек. 14-м декабря, после дальнейших сражений, состоялась встреча с колонной в Пешаваре. 1-я дивизия, усиленная колонной из Пешавара, после этого смогла овладеть фортами Хайбера без сопротивления.

## Итог

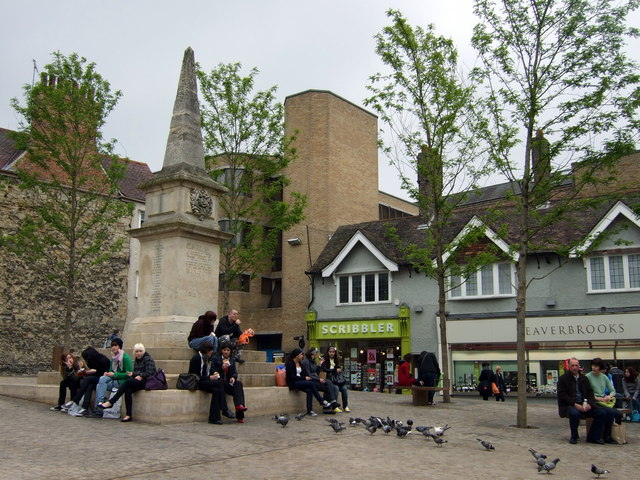
Мемориал (англ.) воинам Оксфодширского пехотного полка (англ.), погибшим в ходе Тирахской экспедиции. Оксфорд, наши дни.

После всего этого с афридиями были начаты мирные переговоры, в результате которых последние под угрозой другой экспедиции в Тирах весной согласились выплатить репарации и сдать потребованные британцами винтовки. 4 апреля 1898 года экспедиционный корпус был распущен. Важной особенностью этой кампании было присутствие наступающих британских имперских войсках отрядов местных жителей под командованием их собственных офицеров, при этом несколько наиболее известных индийских принцев сражались непосредственно под началом Локхарта.